# Jakub Lejkin

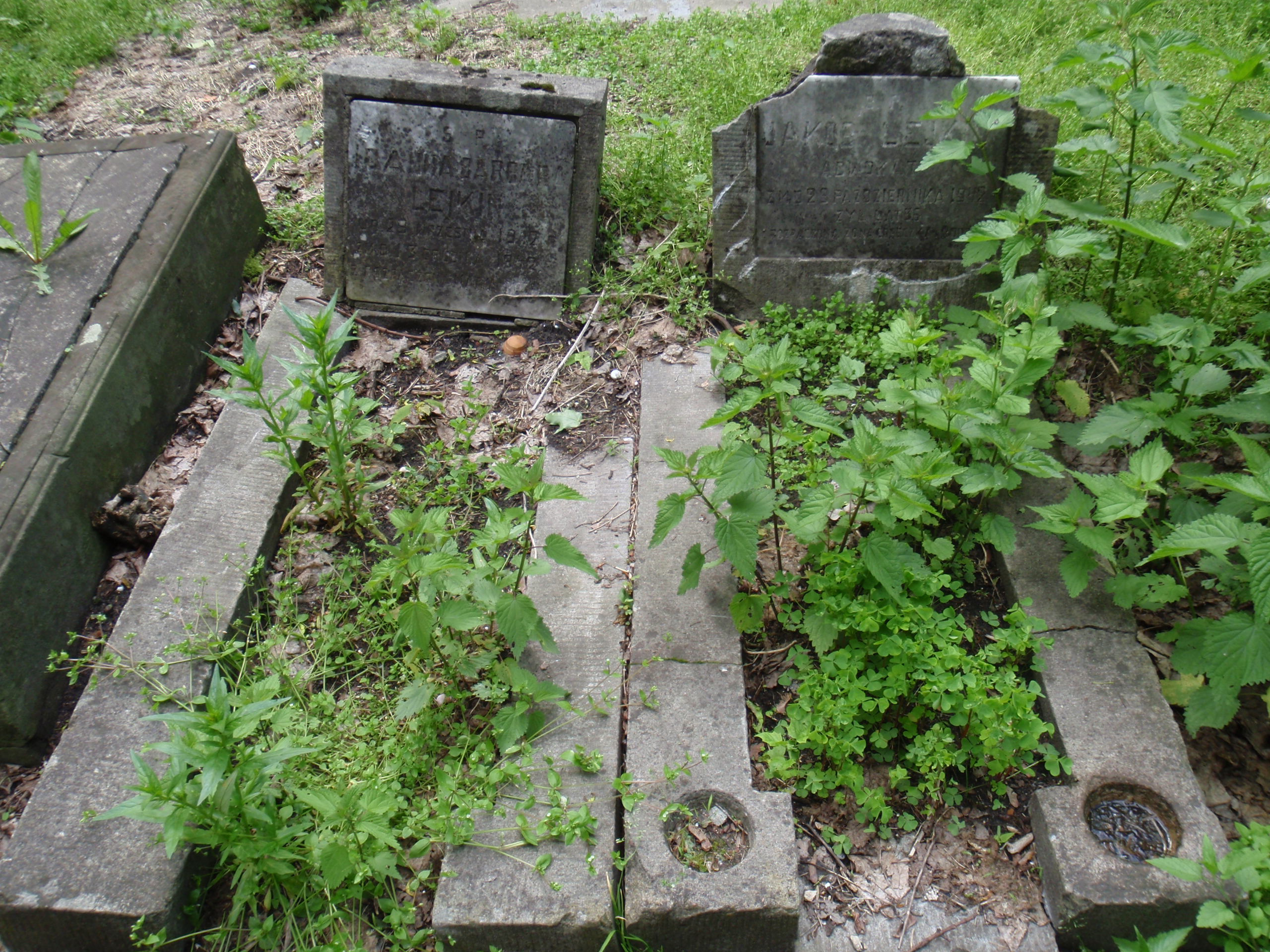
Grób Jakuba Lejkina (po prawej) i jego córki Idy (po lewej) na cmentarzu żydowskim w Warszawie

Jakub Lejkin (ur. 1906, zm. 29 października 1942 w Warszawie) – polski prawnik, adwokat żydowskiego pochodzenia, zastępca komendanta policji żydowskiej w getcie warszawskim, kolaborant III Rzeszy.

## Życiorys
Był bardzo niskiego wzrostu. Studiował prawo na Uniwersytecie Warszawskim, ukończył także szkołę podchorążych rezerwy w Jarocinie. Przed 1940 pracował jako adwokat.
Od 1 maja 1942 (po czasowym aresztowaniu przez Niemców nadkomisarza Józefa Szeryńskiego) pełnił obowiązki komendanta policji żydowskiej. Odegrał kluczową rolę podczas wielkiej akcji deportacyjnej do obozu zagłady w Treblince latem 1942. W sierpniu tego roku na polecenie Niemców wydał rozkaz, że każdy policjant żydowski musi doprowadzić na Umschlagplatz pięć osób.
Był osobą znienawidzoną w dzielnicy zamkniętej. Zginął 29 października 1942 w wyniku zamachu przeprowadzonego przez Żydowską Organizację Bojową (ŻOB). Został zastrzelony przez Eliasza Różańskiego na ulicy Gęsiej w Warszawie, w drodze powrotnej z komendy do domu (trasa ta wyśledzona została wcześniej przez Emilię Landau i Israela Gutmana). Była to pierwsza egzekucja przeprowadzona przez ŻOB.
Jest pochowany w alei głównej cmentarza żydowskiego przy ulicy Okopowej (kwatera 12a, rząd 1, nr 2). Obok Lejkina pochowano jego córkę Idę (29 września–13 grudnia 1942).